# Liste der Gouverneure von Ceará

Wappen von Ceará

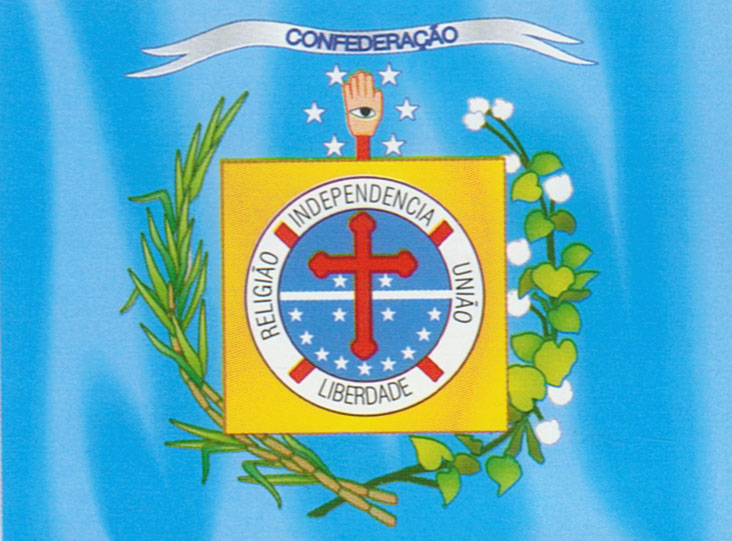
Flagge des Gouverneurs

Die Liste der Gouverneure von Ceará gibt einen Überblick über die Gouverneure des brasilianischen Bundesstaats Ceará seit der Neuen oder Sechsten Republik.

## Geschichte
Die Regierungs- und Verwaltungsgeschichte von Ceará beginnt bereits 1531 zur Kolonialzeit Brasiliens.
Heutiger Amtssitz des Gouverneurs ist seit 1970 der Palácio da Abolição in Fortaleza.

## Neue (Sechste) Republik (ab 1985)
| Nr. | Name                            | Bild         | Partei | Beginn der Amtszeit       | Ende der Amtszeit |
| --- | ------------------------------- | ------------ | ------ | ------------------------- | ----------------- |
| 51  | Tasso Jereissati                |              | PMDB   | 15. März 1987             | 15. März 1991     |
| 52  | Ciro Gomes                      |              | PSDB   | 15. März 1991             | 8. Sep. 1994      |
| 53  | Adalberto Barros Leal           |              | —      | 8. Sep. 1994              | 9. Okt. 1994      |
| 54  | Francisco de Paula Rocha Aguiar |              | PSDB   | 9. Okt. 1994              | 1. Jan. 1995      |
| 55  | Tasso Jereissati                |              | PSDB   | 1. Jan. 1995              | 1. Jan. 1999      |
| 55  | Tasso Jereissati                | 1. Jan. 1999 | PSDB   | 6. Apr. 2002              |                   |
| 56  | Beni Veras                      |              | PSDB   | 6. Apr. 2002              | 1. Jan. 2003      |
| 57  | Lúcio Alcântara                 |              | PSDB   | 1. Jan. 2003              | 1. Jan. 2007      |
| 58  | Cid Gomes                       |              | PROS   | 1. Jan. 2007              | 1. Jan. 2011      |
| 58  | Cid Gomes                       | 1. Jan. 2011 | PROS   | 1. Jan. 2015              |                   |
| 59  | Camilo Santana                  |              | PT     | 1. Jan. 2015              | 1. Jan. 2019      |
| 59  | Camilo Santana                  | 1. Jan. 2019 | PT     | 2. Apr. 2022              |                   |
| 60  | Izolda Cela                     |              | –      | 2. Apr. 2022              | amtierend         |
| 61  | Elmano de Freitas               |              | PT     | 1. Jan. 2023 Amtübernahme |                   |